# Callulops pullifer
Callulops pullifer är en groddjursart som beskrevs av Günther 2006. Callulops pullifer ingår i släktet Callulops och familjen Microhylidae. IUCN kategoriserar arten globalt som otillräckligt studerad. Inga underarter finns listade.